# Circonscription Woreda 21-22
La circonscription Woreda 21-22 est une des 23 circonscriptions législatives de la ville-région d'Addis-Abeba. Son représentant actuel est Selemon Tesfaye Telila.